# Temple protestant de Paofai
Le temple protestant de Paofai, aussi appelé temple Siloama, est un lieu de culte situé boulevard de la Reine-Pomare-IV, dans le quartier de Paofai à Papeete, chef-lieu de la Polynésie française. La paroisse est une Église réformée, la principale et plus ancienne de Église protestante maohi (EPMa).

## Histoire

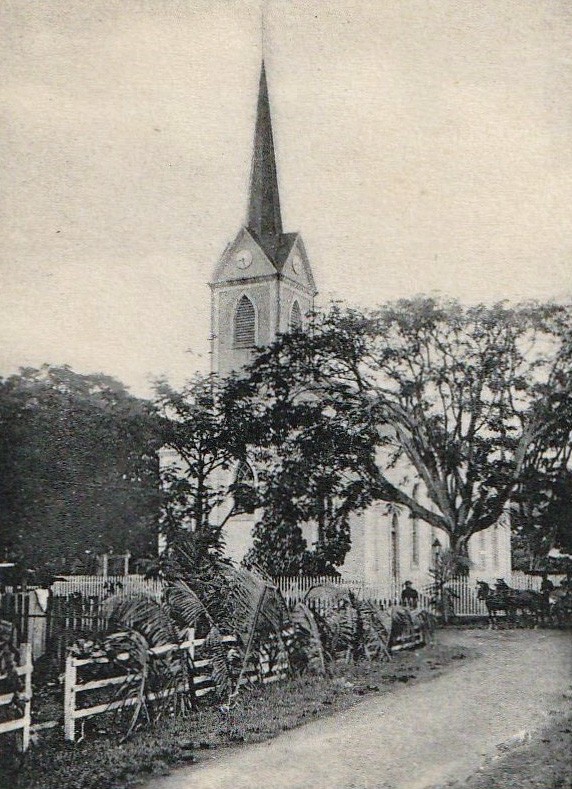
Temple historique de Papeete, vers 1920.

L’Église fait remonter sa fondation au 5 mars 1797, date à laquelle des missionnaires de la London Missionary Society débarquent à Tahiti - célébré chaque année par la fête de l'Arrivée de l'Évangile. En 1820, une première chapelle en bambou tressé est construite par le pasteur anglais William Crook.
En 1869, la chapelle est baptisée Siloama, en hébreu שִּׁלֹחַ (šilōaḥ), en référence à bassin de Siloé, l'endroit où Jésus envoya se laver l'aveugle de naissance qu'il guérit dans l'Évangile selon Jean. Frédéric Vernier, envoyé par la Société des missions évangéliques de Paris (SMEP) est pasteur à Tahiti de 1867 à 1907,,.
Le dimanche 17 juin 1908, un nouvel édifice, plus grand, est inauguré. Le temple est édifié avec les pierres du marae (temple traditionnel polynésien à ciel ouvert) Tumarama voisin. Il fait 225 m2 et est à proximité de la résidence du consul britannique George Pritchard.
En 1981, un nouveau temple est construit, sur les plans de l'architecte Rodolphe Weinmann. Seul le clocher-porche du temple de 1908 est conservé. Il est inauguré le 8 août 1981.

## Architecture
Le temple est un bâtiment allongé s'ouvrant par un clocher, face au musée de la perle Robert Wan. Sa capacité d'accueil est de 1 800 fidèles. La façade sur le boulevard de la Reine-Pomare-IV est ouverte par deux portes et neuf fenêtres et donne sur l'océan Pacifique.